# Matrimonio igualitario en Islandia
El matrimonio igualitario en Islandia es reconocido mediante la ley presentada en el Alþingi (Parlamento de Islandia) el 23 de marzo de 2010.

## Unión civil
En 1996 Islandia aprobó un registro de parejas de hecho que reconocía el mismo grado de protección, responsabilidades y beneficios que el matrimonio a las parejas compuestas por personas del mismo sexo, exceptuando la adopción. La adopción sólo era posible si se trataba de los hijos del cónyuge, con la restricción de que éstos no podían haber sido adoptados en otro país.
Todos los partidos con representación en el Alþingi apoyaron la medida y tan sólo un diputado del partido conservador, Partido de la Independencia votó en contra.
El 2 de junio de 2006 el parlamento votó unánimemente a favor de la legislación que garantiza la igualdad de derechos en materia de adopción, paternidad e inseminación artificial a las parejas formadas por personas del mismo sexo. La ley entró en vigor el día 27 del mismo mes.
Una enmienda introducida a la ley el 27 de junio de 2008 permite a la iglesia de Islandia y otras asociaciones religiosas del país bendecir estas uniones.
En 2002 la primera ministra de Islandia, Jóhanna Sigurðardóttir, y su pareja, la escritora Jónína Leósdóttir, se unieron mediante la fórmula de unión civil que existía en Islandia.

## Matrimonio
Tras las elecciones de abril de 2009 se formó una nueva coalición de gobierno compuesta por la Alianza Socialdemócrata y el Movimiento de Izquierda-Verde. El 19 de mayo del mismo año el gobierno anunció que presentaría una ley sobre matrimonio que incluyera a las parejas del mismo sexo. El Partido Progresista, en la oposición, declaró su apoyo a la ley. El 18 de noviembre de 2009 la ministra de Justicia y Derechos Humanos, Ragna Árnadóttir, confirmó que el gobierno estaba elaborando una ley única de matrimonio en el que estarían incluidas tanto las parejas de diferente sexo como las parejas del mismo sexo.
El 23 de marzo de 2010 el gobierno presentó la ley en el parlamento. El 11 de junio el parlamento islandés aprobó por 49 votos a favor y ninguno en contra la ley que autoriza el matrimonio homosexual, convirtiéndose así en el noveno país del mundo en legalizarlo. La ley entró en vigor el 27 de junio del mismo año. El mismo día de entrada en vigor de la ley la primera ministra de Islandia Johanna Sigurdardottir se casó con su compañera.

## Uniones religiosas
La Iglesia nacional de Islandia, religión oficial del Estado y mayoritaria del país, permite las uniones religiosas desde 2008, pudiéndose celebrar una ceremonia diferenciada al matrimonio.